# Enumeración y revisión de las plantas de la península hispano-lusitana e Islas Baleares
Enumeración y revisión de las plantas de la península hispano-lusitana e Islas Baleares (abreviado Enum. Pl. Penins. Hispano-Lusit.) es un libro con ilustraciones y descripciones botánicas que fue escrito por el botánico español Miguel Colmeiro y Penido y publicado en 5 volúmenes en los años 1885 a 1889.

## Publicación
- Volumen n.º 1, 1885;
- Volumen n.º 2, 1886;
- Volumen n.º 3, 1887;
- Volumen n.º 4, 1888;
- Volumen n.º 5, 1889